# Кобяковы
Кобяковы — русский дворянский род, из бояр великого княжества Рязанского.
При подаче документов (декабрь 1685) для внесения рода в Бархатную книгу, была предоставлена родословная роспись Кобяковых, десять грамот рязанского княжества (1514-1519), семь различных документов московского государства (1527-1670), роспись служб Кобяковых (1540-1681).
Род внесён в VI часть родословной книги Рязанской губернии.
В Боярских книгах записан род Кобяковы-Наумовы, где Григорий Михайлович являлся стольником (1687-1692).

## История рода
Ранние выходцы вместе с Измайловыми, Сунбуловыми, Коробьиными и др. из Орды в рязанское княжество. Михаил Дмитриевич Кобяков, рязанский боярин (1514-1519), наместник в Ростиславле-Рязанском (1518), Иван Дмитриевич рязанский боярин (1515-1517), рязанские дворяне Михаил Дмитриевич, Александр и Ширяй Кобяковы. После присоединения рязанского княжества к московскому (1521) Кобяковы переходят на московскую службу и царь Василий III жалует Григория Дмитриевича Кобякова волостью Соль-Малая в Костромском уезде
По Н. А. Баскакову, фамилия от тюркского слова Кобяк «собака». Это имя было характерно и для казанцев; например, князь казанский и тюменский Кобяк.

## Известные представители
- Кобяков, Дмитрий (XV век) — предок рода, жил в конце XV века.
- Кобяков, Игнатий Васильевич, по прозванию Ширяй,  второй воевода в Пронске (1557).
- Кобяков, Александр Михайлович - второй воевода Большого полка в Ливонии (1577).
- Кобяков Юрий Игнатьевич - воевода в Осколе (1600), в Березове (1603-1605).
- Кобяков Юрий — сотрудник КГБ СССР, автор Мубарекского проекта.
- Кобяков Лукьян Иванович - воевода в Пронске (1625), рязанский городовой дворянин (1627-1629).
- Кобяков Дмитрий Григорьевич - воевода в Перми (1636-1637), в Лебедяни (1639), в Переславле-Рязанском (1643).
- Кобяков Леонтий Григорьевич - воевода в Венёве (1645-1647), в Валуйках (1664-1665).
- Кобяков Дмитрий - воевода в Пронске (1659)[8].
- Кобяков, Григорий Дмитриевич - голова рязанских дворян и детей боярских в Шацке (1670), воевода в Валуйках (1681).
- Кобяковы: Лев Фёдорович, Леонтий Никитич, Иван Леонтьевич, Григорий Дмитриевич, Василий Большой Иванович - московские дворяне (1676-1692).
- Кобяковы: Григорий Леонтьевич, Христофор, Сидор и Иван Григорьевичи, Фёдор и Иван Иевлевичи, Андрей Дмитриевич - стольники (1676-1692).
- Кобяков Иван Тимофеевич - дьяк (1692).
- Кобяковы: Никифор Тимофеевич,  Григорий Леонтьевич и Игнатий Григорьевич - стряпчие (1682-1692)[3][5].
- Кобяков, Дмитрий Аркадьевич (?—1892) — председатель Кавказской археографической комиссии.
- Кобяков, Дмитрий Юрьевич (1891—1977) — писатель, лексиколог, литературовед.
- Кобяков Василий Петрович (1932–2012) -- физик (ДТН), поэт (Член союза писателей Москвы)

## Описание герба
В щите, разделённом на четыре части, посередине находится малый щиток красного цвета, в коем изображены золотые крест и над ним дворянская золотая корона.
В первой и четвёртой частях, в голубом полях, видна в серебряных латах рука с саблею, выходящая из облака, в правом верхнем углу означенным (польский герб Малая Погоня). Во второй и третьей частях, в чёрном поле, находится по одному белому одноглавому орлу с распростёртыми крыльями.
Щит увенчан дворянскими шлемом и короной. Нашлемник: три страусовых пера. Намёт на щите голубой и красный, подложенный серебром и золотом. Герб рода Кобяковых внесён в Часть 7 Общего гербовника дворянских родов Всероссийской империи, стр. 24.